# Kathikyathanahalli, Pavagada
Kathikyathanahalli là một làng thuộc tehsil Pavagada, huyện Tumkur, bang Karnataka, Ấn Độ.